# Pulsatrix perspicillata
Il gufo dagli occhiali (Pulsatrix perspicillata Latham, 1790) è un grande rapace tropicale appartenente alla famiglia degli Strigidi. È il più grande rappresentante dei gufi nell'ecozona neotropicale ed è chiamato così perché il disegno facciale di colore bianco assomiglia ad un paio di occhiali.
È diffuso dall'America Centrale fino a gran parte dell'America del Sud esclusa la parte meridionale. Nonostante sia assai ben diffuso in gran parte del suo areale, a causa della sua naturale diffidenza e riservatezza il gufo dagli occhiali risulta assai raro da avvistare.
La sua innata cautela lo porta infatti a preferire come propria dimora luoghi selvaggi e relativamente difficili da raggiungere, come dense foreste pluviali e savane alberate, anche se qualora non venga disturbato dall'uomo può frequentare anche ambienti antropizzati, risultando un valido aiutante contro gli insetti e i murini.
La sua dieta risulta abbastanza varia, in quanto esso si nutre praticamente di tutto ciò che è in grado di inghiottire dopo averlo spezzettato col forte becco, in particolare piccoli mammiferi fino alla grandezza di opossum, uccelli di piccole dimensioni tra cui anche piccoli gufi e insetti.

## Descrizione

### Aspetto

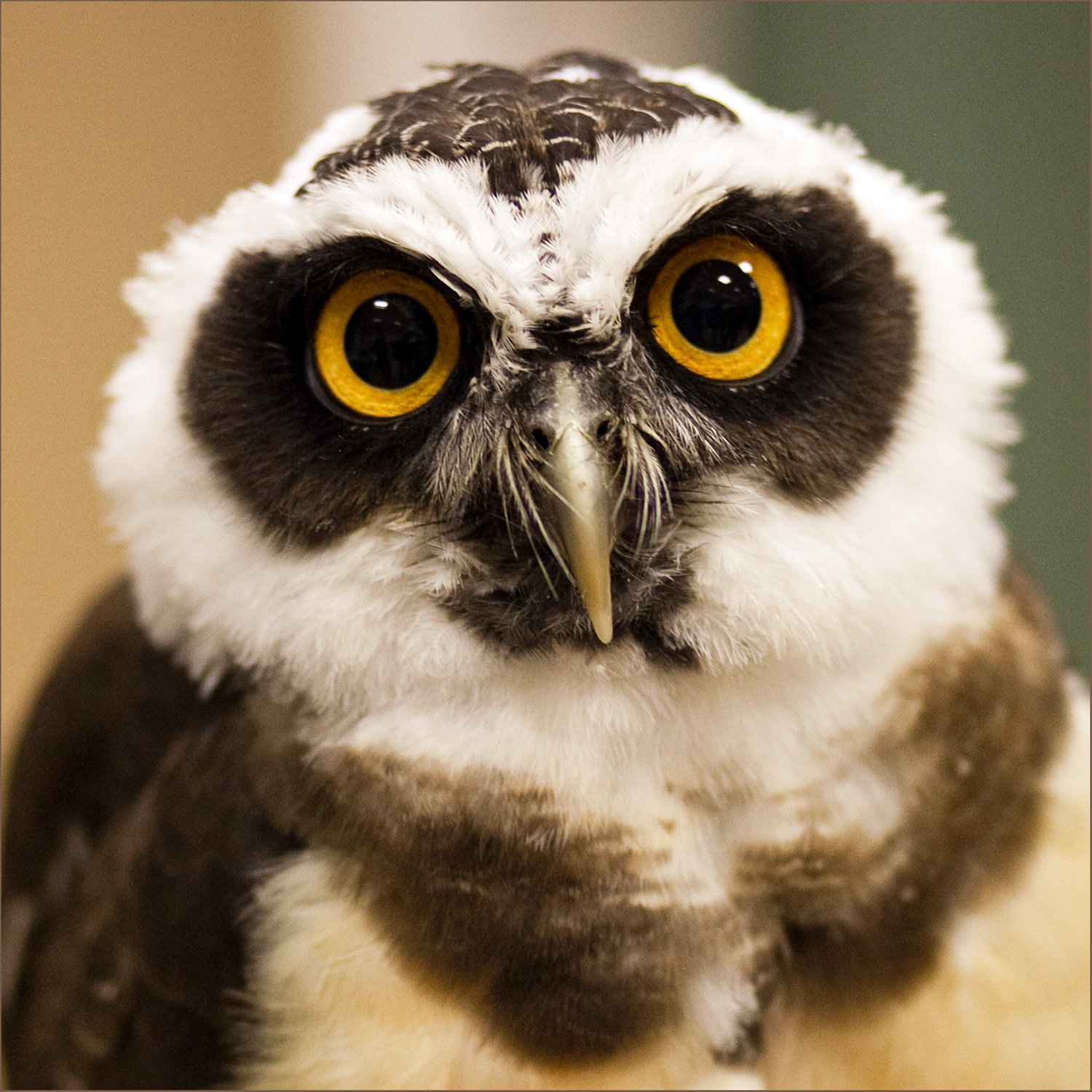
Giovane esemplare con il piumaggio parzialmente sviluppato

Il nome comune gufo dagli occhiali deriva dai segni bianchi incrociati attorno agli occhi che ricordano un paio di occhiali. Come molti altri rapaci notturni ha il piumaggio soffice e vaporoso che gli permette di volare senza far rumore; per questo motivo e per la sua grande riservatezza, anche se molto comune, è di difficile osservazione. Il dorso, la grande e tonda testa priva di ciuffi auricolari, le ali e la corta coda nella maggior parte dei casi sono di un bel bruno scuro, più raramente invece sono grigie; la gola e il giugulo si differenziano dal ventre da una fascia di piumaggio scuro. Questa particolare colorazione viene messa in risalto dalle marcature bianche, presenti sulla faccia e sul collo, dando l'impressione di un disegno delineato da contorni netti. Il becco, forte e curvo, è bianco-giallastro o crema, la parte ventrale è di colore uniformemente bianco, giallo o aranciato e occasionalmente può avere sparse striature a seconda della sottospecie presa in considerazione, la zona pericloacale è scura, le gambe sono piumate, le zampe robuste sono grigio scure e gli artigli sono possenti ed affilati. Gli appariscenti colori e il disegno facciale gli danno la capacità di mimetizzarsi con la foresta tropicale nelle giornate soleggiate con fitte ombre e illuminazioni molto sgargianti che creano un alto contrasto di luce.
Il gufo giovane si differenzia visivamente dall'adulto in modo così netto che, anteriormente a studi specifici sull'animale, le due età tendevano ad essere ritenute specie differenti. Gli esemplari giovani, che la popolazione locale chiama "gufi bianchi", sono completamente bianchi con solamente una fascia nera attorno agli occhi, identica a quella degli adulti, che ricorda una mascherina per dormire; con il progredire dello sviluppo delle piume prendono una colorazione grigio-brunastra sulle ali ed una brunastra attorno al collo, somigliante ad un collare.
Il gufo dagli occhiali presenta un dimorfismo sessuale basato sulla dimensione maggiore della femmina rispetto al maschio mentre la colorazione del piumaggio non presenta diversificazioni.

### Vista
Gli occhi, che appaiono in risalto avvolti nella maschera nera che ha sul viso, sono color ambra e sono molto grandi per poter vedere meglio durante la caccia prima dell'alba e al crepuscolo, difatti di notte se illuminati diventano lucenti, simili a dei rubini opachi, perché dispongono del Tapetum lucidum, uno strato riflettente che riverbera la luce verso la retina aumentando la visibilità.
Molte persone credono, erroneamente, che non riesca a vedere di giorno e che se si espone al sole questo gli può essere dannoso, invece, seppur abbia la retina densa di bastoncelli che aiutano a vedere meglio in situazioni di luce fioca, può vedere benissimo anche di giorno, dato che può evitare danni alla retina regolando le sue pupille e limitando così la luce che penetra negli occhi.

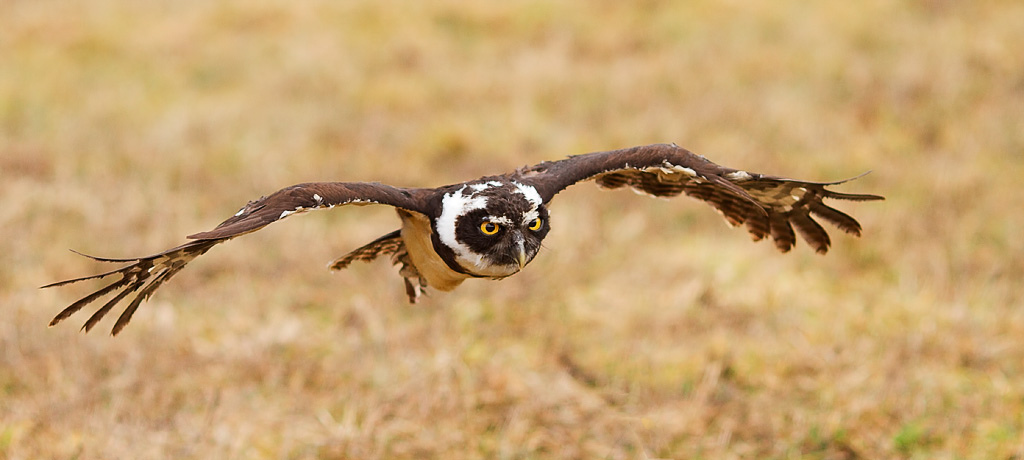
Esemplare in volo

### Dimensioni

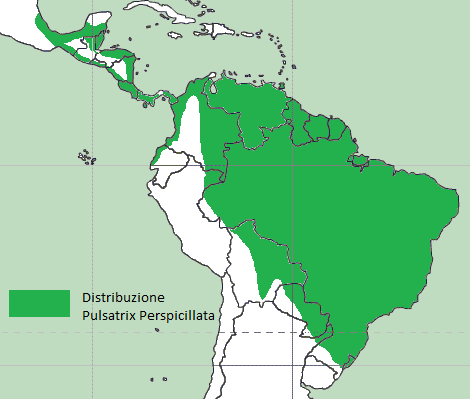
Distribuzione della specie

È il più grande gufo neotropicale, è lungo tra i 43 e i 52 cm e ha un'apertura alare tra i 76 e i 91 cm, con le ali prese singolarmente che misurano mediamente 32 cm; la coda è lunga 18 cm, il tarso circa 5,7 cm e il dito medio comprendente anche l'artiglio misura 4,7 cm. Il maschio raggiunge un peso tra i 450 e i 700 grammi e la femmina invece pesa tra i 650 e i 900 grammi.

## Distribuzione e habitat
Il suo vasto areale va dal sud del Messico fino ad una buona parte dell'Argentina e ai due terzi del Sud America, ma è maggiormente concentrato nella parte nord-occidentale. È molto diffuso in Costa Rica, in Colombia e nella Foresta Amazzonica, mentre nelle altre zone la sua presenza è meno frequente.
Il gufo dagli occhiali è una specie notturna che preferisce vivere nelle vicinanze dell'acqua, dato che ama l'umidità, dove siano presenti alberi voluminosi come il Pithecellobium e l'Anacardium; in generale si trova in dense foreste pluviali, dove i grandi alberi gli offrono un riparo sicuro e tranquillo, tuttavia si adatta anche a foreste asciutte, zone di fitta boscaglia alternata a radure, in foreste a galleria, nelle savane alberate, nei frutteti o anche in piantagioni come quelle di caffè purché con alberi sparsi. È stanziale a quote comprese tra il livello del mare e i 500 metri, sebbene possa raramente raggiungere anche altitudini prossime ai 5000 metri, anche se a quelle quote non è stanziale.

## Biologia

### Spostamenti
Il gufo dagli occhiali è generalmente stanziale e non effettua alcun movimento migratorio o erratico su grande distanza, ma a volte si sposta localmente alla ricerca di nuove zone di caccia.

### Canto
C'è più probabilità ad udirlo che a vederlo date le sue abitudini; in particolare preferisce cantare sotto la luce lunare nelle notti tranquille.
Presenta un'ampia serie di vocalizzi. Il maschio, che può essere maggiormente udito nelle ultime settimane prima della nidificazione, emette diversi gridi territoriali gutturali sordi: un "Boo boo" profondo, andando via via addolcendosi e un "Pup-pup-po" o "Pum-pum" anch'esso addolcendosi e velocizzandosi; per questo in Brasile viene chiamato "gufo bussatore", che più di sembrare un canto, sembra un bussare. La voce della femmina è più acuta del maschio a causa delle ridotte dimensioni della siringe, diventando uno stridio prevalentemente per attirare l'altro sesso durante il ciclo estrale.
Spesso compiono dei duetti antifonali indipendentemente dal sesso dell'altro, uno emette un "wuwuwu" molto basso e l'altro emette un "hahaha" più alto, creando un "whawhawha" che ricorda una folle risata. Quando è allarmato, invece, tende a produrre tre o quattro gridi discendenti gravi che sembrano un ringhio. Durante il tramonto da posti ben visibili, sia gli adulti che i giovani gufi, emettono versi simili al falco.
Il pullo emette una serie di fischi e gorgoglii tipici anche nelle altre specie; invece quando piange, a differenza dell'adulto che non apre il becco, esso lo sbatte con un movimento delle mascelle emettendo un rumore.
Il disco facciale, così come in altri gufi, agisce come un riflettore parabolico di suoni, focalizzandoli con frequenze superiori ai 5 kHz ed amplificandoli di 10 dB. In Perù il gufo dagli occhiali viene chiamato "becchino" perché uno dei suoi canti più comuni è paragonato al suono che produce un becchino battendo i chiodi su una bara.
Il canto, inoltre, ricorda anche il piagnucolio di un gatto, per questo i sudamericani lo vedono come un gatto con le ali: "Il gufo dagli occhiali è uguale a un gatto ma ha le ali e può volare; ha al posto di denti e fauci un becco e il suo verso è simile a quello di un gatto".

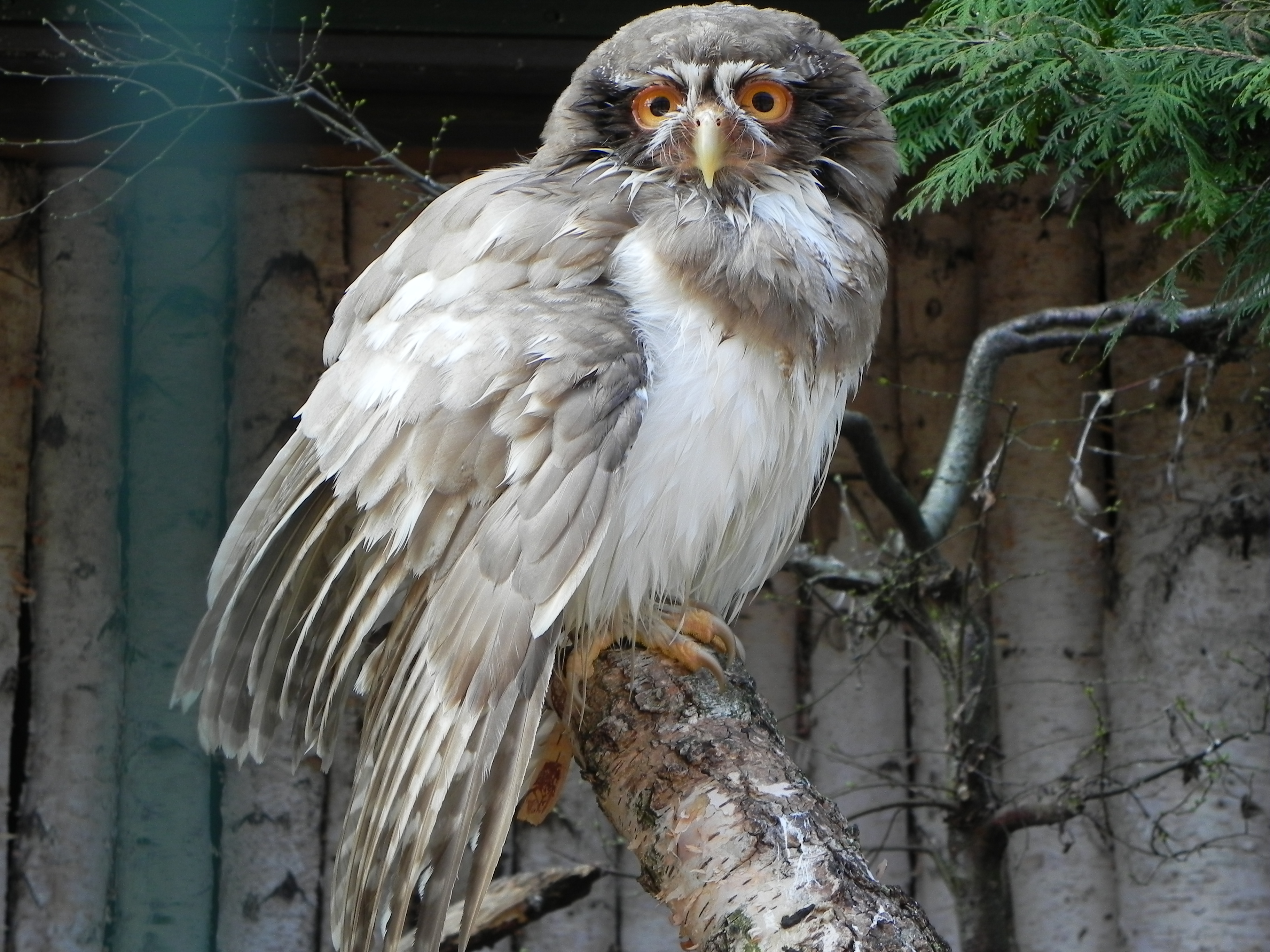
Raro esemplare con piumaggio grigio

### Caccia

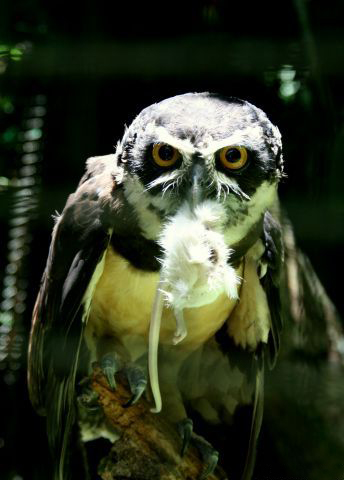
Esemplare con una preda in bocca

La vita diurna è piuttosto ridotta, tende a preferire il riposo all'attaccatura al tronco dei rami al riparo tra le frasche. Solo quando arriva il crepuscolo, inizia a cacciare, per questo motivo è raro avvistarlo, tuttavia può cacciare anche di giorno se le giornate sono nebbiose e nuvolose.
Pratica una caccia d'appostamento, cioè si appollaia su un ramo basso e osserva e ascolta l'area circostante; può rimanere a farlo anche per diversi giorni e notti e il suo territorio di caccia si estende generalmente tra i 0,5 e i 2 o più km²; quando trova la preda prescelta si scaglia verso di essa molto agilmente per un gufo della sua taglia con un rapido e silenzioso balzo, la afferra e la porta al nido per cibarsene. In alcuni areali distributivi vive in zone molto popolate da colibrì che caccia volentieri nel crepuscolo, per questo alcuni studiosi hanno imparato a fare attenzione ai richiami d'allarme di questi ultimi, intensi e ripetuti in presenza del gufo dagli occhiali, per poterlo osservare.

### Alimentazione
Il gufo dagli occhiali è carnivoro, preferisce mangiare topi ed insetti ma ha come preda la maggior parte di ciò che è in grado di catturare.
Piccoli mammiferi tra cui opossum, moffette dal cappuccio, furetti, conigli, formichieri, pipistrelli, piccoli roditori e murini; alcuni ricercatori hanno scoperto anche che si ciba di bradipi tridattili grandi quattro volte lo stesso gufo, grazie alla grande lentezza di questi. Ancora, il gufo dagli occhiali si può cibare di uccelli, che riesce a ghermire mentre riposano, tra cui corvi, gazze ladre, ghiandaie, piccoli gufi, oropendole, piccioni e rigogoli.
Cercando nella vegetazione può catturare anche grandi insetti, bruchi, cavallette, scarafaggi e più raramente ragni di grandi dimensioni. Può nutrirsi altresì di rettili, in particolare piccole lucertole, pesci, rane, raganelle e insolitamente, nelle foreste di mangrovie, anche granchi e gamberi di fiume.
L'alimentazione del gufo dagli occhiali è nota grazie ad esami delle sue borre (rigurgiti delle parti indigeribili delle prede), che contengono crani, becchi, zampe e unghie di uccelli e mammiferi, o anche peli, squame e piume che rimangono intatte; ci possono essere anche borre di piante che però provengono dall'intestino dell'animale predato.

### Riproduzione

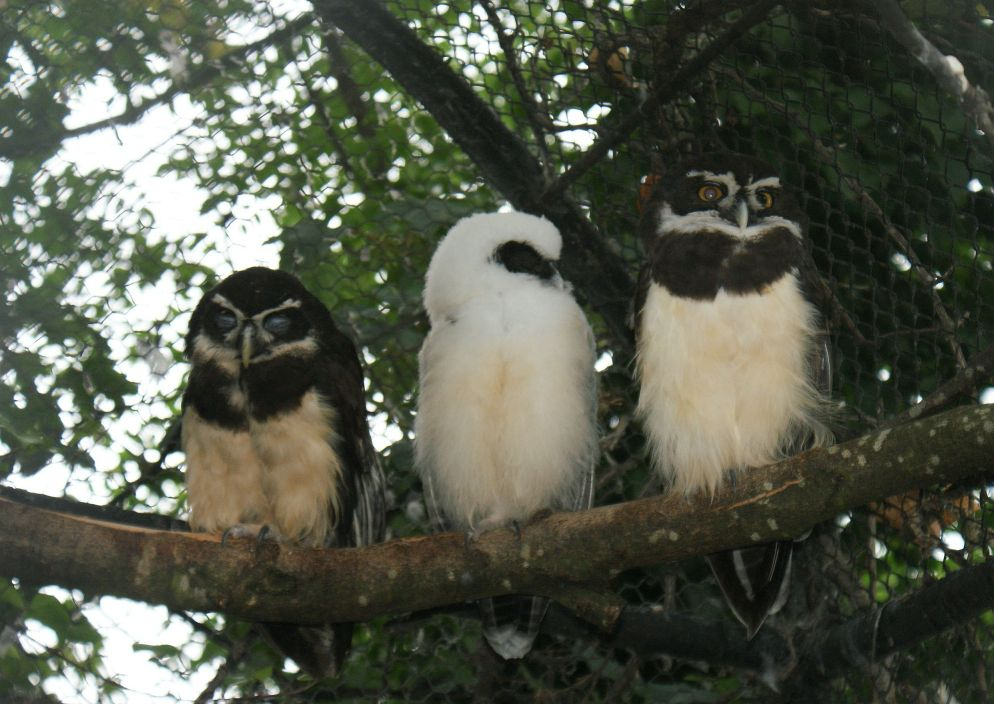
Una coppia con il suo piccolo

Il gufo dagli occhiali è monogamo, difatti vive solitario o in coppia perché è territoriale e non ama stare in compagnia, per rafforzare i legami di coppia si liscia col becco reciprocamento con la compagna. Comunemente il corteggiamento, in cui il maschio procura del cibo alla femmina, viene accompagnato da molti movimenti delle ali e del corpo del primo.
Avvenuto l'accoppiamento, nidifica nelle cavità naturali di grandi alberi, in cavità formate dal vento forte che spezza le cime o in nidi abbandonati di altri uccelli; deponendo, nella stagione secca e all'inizio della stagione delle piogge a seconda della zona (tra aprile e giugno in Messico, tra aprile e settembre in Costa Rica e tra settembre e ottobre a Panama), solitamente due uova, talvolta anche tre, quasi tonde o leggermente ovalizzate, di colore bianco, grandi approssimativamente 50,5 per 42,5 mm.
L'incubazione dura per 28 - 33 giorni, la femmina cova le uova e il maschio si occupa di cacciare e nutrire la compagna e successivamente i pulli, di cui spesso sopravvive un solo nidiaceo poiché il più debole sopraffatto dal più forte non riesce a cibarsi, morendo in poco tempo. I nascituri cominciano a gironzolare nelle prime 5 - 6 settimane di vita rimanendo con i genitori sui rami vicini poiché non sono in grado di volare pienamente non avendo ancora sviluppato il piumaggio da adulto per cui vengono alimentati da essi per un massimo di un anno per poi diventare indipendenti. Lo sviluppo del piumaggio da adulto può durare fino al quinto anno di vita poiché deve cambiare diverse volte le piume per rimuovere il colore bianco caratteristico dei pulli, ed è accertato che in libertà il piumaggio si sviluppa più velocemente; la maturità sessuale viene raggiunta quasi contemporaneamente allo sviluppo del piumaggio, intorno ai 3 - 5 anni di età.
Il gufo dagli occhiali è un uccello piuttosto longevo grazie anche alla scarsità di predatori: mentre in cattività vive dai 25 ai 30 anni, in natura arriva a vivere fino a 35 anni.

### Predatori

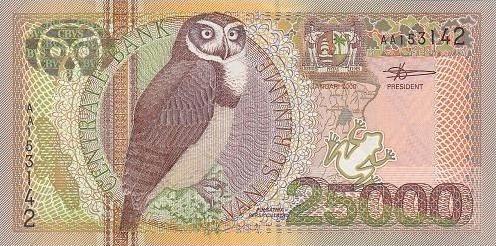
25.000 Fiorini surinamesi raffiguranti nel dritto il gufo dagli occhiali

Pochi sono i predatori che possono insidiarlo, dato che solitamente tende ad appollaiarsi sui rami che pendono verso il basso, nascondendosi tra le foglie. A volte viene cacciato da uccelli più grandi, come alcuni falchi che possono catturare il gufo per lo più di giorno quando si riposa, diventando una preda facile.

Francobollo coreano commemorativo

### Relazioni con l'uomo
Trattandosi di una specie protetta è vietata la cattura e la detenzione di esemplari liberi, ma è talvolta fatto riprodurre e allevato in cattività per divenire animale domestico.
Considerato come la fonte del sonno, vengono cantate delle canzoncine locali su di lui ai bambini per farli addormentare, inoltre viene considerato utile per l'uomo poiché aiuta a mantenere le popolazioni di animali dannosi in equilibrio consumando molti animali come insetti, topi e ratti, aiutando a controllare l'aumento di malattie e i danni alle coltivazioni, e come predatore della sua catena alimentare, è un indicatore della salute ambientale dell'ecosistema in cui vive.

## Stato di Conservazione

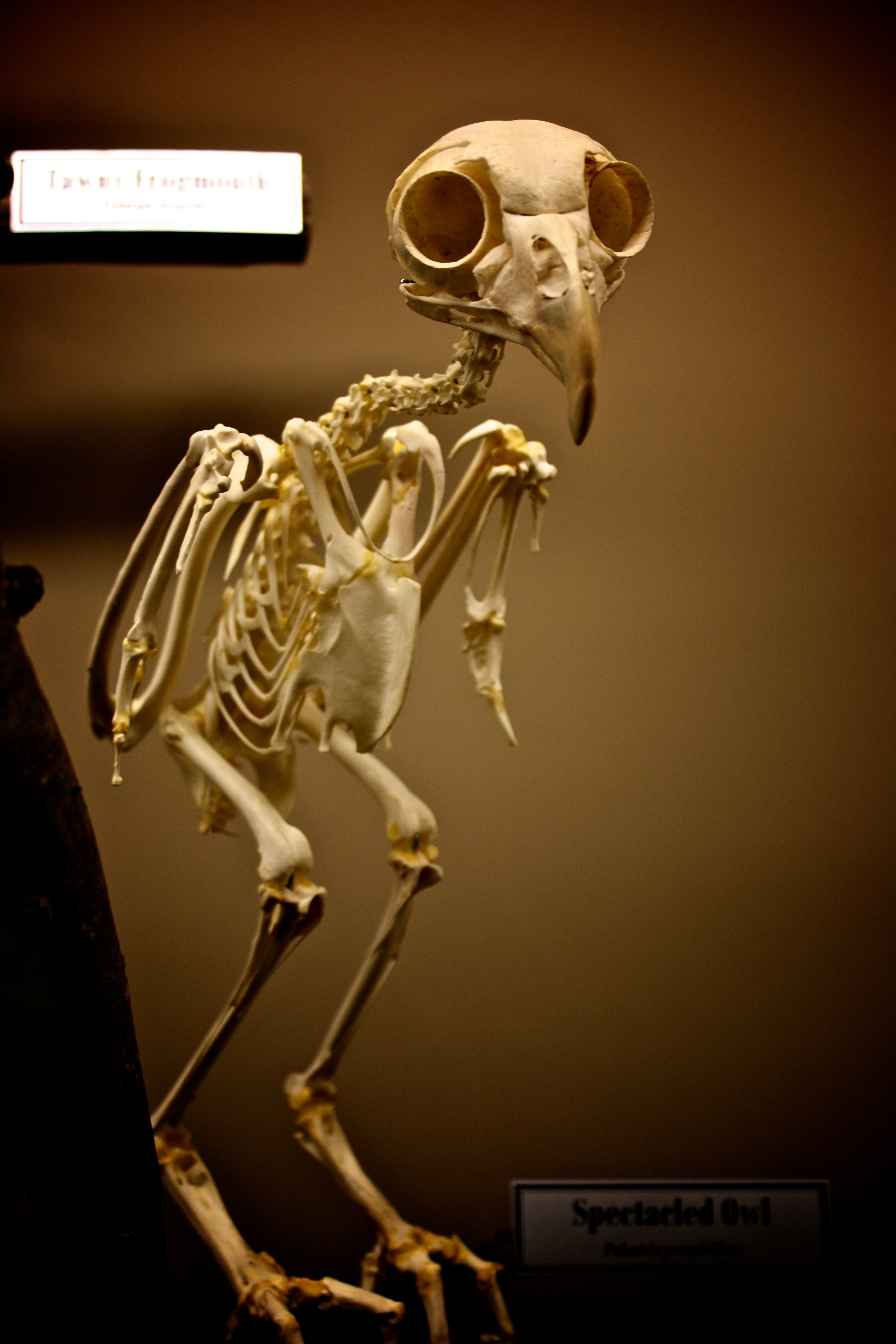
Scheletro conservato in un museo

Questa specie viene elencata tra le specie a rischio minimo nella lista rossa della IUCN poiché prima di tutto ha un areale vastissimo (stimato essere circa 12,7 milioni di km²), poi perché, sebbene sia in leggera diminuzione, ha una tendenza stabile nel numero tale da non raggiungere lo status di specie vulnerabile e per ultimo perché la dimensione della popolazione è molto grande (stimata tra i 500 000 e i 5 milioni di individui).
Mikich e Bérnils, autori della lista rossa della fauna minacciata in Panamá, affermano che in futuro potrebbe essere minacciato dalla deforestazione, difatti anche se può sembrare che la tolleri bene perché si può trovare in aree coltivate e in foreste tropicali decidue, necessita di aree boschive per una buona nidificazione, e da un forte calo della popolazione della sua specie, in particolare nel suo habitat naturale; da questo deriva l'aumento della competitività per trovare un luogo in cui nidificare e per cercare il cibo necessario alla sopravvivenza.
Inoltre, viene ucciso perché alcuni danno per vere le credenze popolari che lo rendono inquietante e perché il gufo talvolta attacca il pollame della popolazione del luogo che viene avvisata da alcuni uccelli irritati dalla presenza di esso, in particolare i passeriformi, che con il loro verso allarmano gli animali nelle vicinanze e di conseguenza anche l'uomo.
Il gufo dagli occhiali viene fatto riprodurre in cattività per poi venir rilasciato in natura attraverso programmi che cercano di salvare il suo habitat; altrimenti viene custodito nei giardini zoologici.
La specie è elencata tra le specie protette della Convenzione di Berna e della CITES, in entrambe presente nell'Allegato II; pertanto è vietata qualsiasi forma di cattura, di detenzione o di uccisione intenzionale, il deterioramento o la distruzione intenzionale dell'habitat e la detenzione o il commercio dell'animale o di sue parti.

## Tassonomia

Francobollo commemorativo delle isole Comore

La Pulsatrix perspicillata comprende le seguenti sottospecie:
- Pulsatrix perspicillata boliviana - Kelso, 1933
- Pulsatrix perspicillata chapmani - Griscom, 1932
- Pulsatrix perspicillata perspicillata - Latham, 1790
- Pulsatrix perspicillata pulsatrix - Wied-Neuwied, 1820
- Pulsatrix perspicillata saturata - Ridgway, 1914
- Pulsatrix perspicillata trinitatis - Bangs & Penard, 1918

Esse differiscono leggermente tra loro per la diversa tonalità del piumaggio e per il colore degli occhi, che va dal giallo luminoso o arancione al giallo-brunastro.

### Specie simili
Per la sua particolare colorazione, questo grande gufo difficilmente viene confuso con altre specie. Ma ad un occhio inesperto potrà assomigliare al gufo dalla coda a fasce, dal piumaggio dello stesso colore con l'unica differenza di avere una vistosa striatura del petto e della parte inferiore della coda. o alla civetta di Harris, simile esteticamente ma grande la metà e con i piccoli completamente differenti.
Tutti gli altri gufi invece sono striati inferiormente o hanno i ciuffi auricolari.

### Libri
- (EN) Richard Bowdler Sharpe, Catalogue of the Striges or nocturnal birds of prey, in the collection of the British Museum., in Catalogue of the Birds in the British Museum, illustrazioni di John Gerrard Keulemans, II, Londra, British Museum (Natural History). Department of Zoology. [Birds], 1875,  p. 374, ISBN non esistente.
- (EN) Charles Chubb, Henrik Grönvold, Frederick Vavasour McConnell, H. F. Milne, Paul Slud, Bale e Danielsson, The birds of British Guiana, I, Londra, Bernard Quaritch, 1916, ISBN non esistente.
- (EN) British Ecological Society, The Journal of animal ecology, Blackwell Scientific Publ., 1932, ISBN non esistente.
- (EN) John W. Terborgh, John W. Fitzpatrick, Annotated checklist of bird and mammal species of Cocha Cashu Biological Station, Manu National Park, Peru, vol. 21, Chicago, Field Museum of Natural History, 1984,  p. 18.
- (EN) Steven Hilty; Bill Brown, A guide to the birds of Colombia, Princeton University Press, 1986, ISBN 0-691-08372-X.
- (EN) Gary Stiles, Alexander Skutch, A guide to the birds of Costa Rica, Cambridge, Cornell University Press, 1990,  p. 511, ISBN 978-0-8014-9600-4.
- (EN) Steven Howell, Sophie Webb, A guide to the birds of Mexico and northern Central America, Oxford, Oxford University Press, 1995, ISBN 0-19-854012-4.
- (EN) John Kricher, A neotropical companion: an introduction to the animals, plants, and ecosystems of the New World tropics, Princeton University Press, 1999, ISBN 0-691-00974-0.
- (EN) Josep del Hoyo, Andrew Elliott, Jordi Sargatal, Handbook of the Birds of the World - Volume 5, Lynx Edicions, 1999,  p. 759, ISBN 978-84-87334-25-2.
- (EN) Marshall Cavendish Corporation, Rain forests of the world: Orchid - red panda, Marshall Cavendish, 2002, ISBN 0-7614-7262-2.
- (EN) Steven Hilty, Rodolphe Meyer de Schauensee, Birds of Venezuela, Princeton University Press, 2003,  p. 878, ISBN 0-7136-6418-5.
- (EN) Friedhelm Weick, Owls (Strigiformes): annotated and illustrated checklist, シュプリンガー・ジャパン株式会社, 2006, ISBN 3-540-35234-1.
- (EN) Claus König, Friedhelm Weick, Owls of the World, Londra, Christopher Helm, 2008, ISBN 978-0-7136-6548-2.
- (EN) Ber van Perlo, A Field Guide to the Birds of Brazil, Oxford University Press, 2009, ISBN 0-19-530154-4.
- (EN) Alan Shabel, Mammals of the Southern Hemisphere, Marshall Cavendish, 2010,  p. 208, ISBN 978-0-7614-7937-6.
- (EN) Carrol Henderson, Steve Adams, Alexander Skutch, Birds of Costa Rica: A Field Guide, University of Texas Press, 2010,  p. 400, ISBN 0-292-71965-5.
- Gianni Ravazzi, Rapaci: Diurni e Notturni, Giunti editore, 2010,  p. 255, ISBN 978-88-412-4005-2.

### Pubblicazioni
- Eliana Demori, Daniela Gambel Benussi, Ariella Luchesi, Anna Racanelli, Michela Monticolo, Beatrice Pastore, Vanna Pacile, Ibridazione in situ fluorescente e suoi utilizzi diagnostici in citogenetica, in Medico e Bambino, gennaio 2000,  pp. 44-46.